# 838 (numero)
Ottocentotrentotto (838) è il numero naturale dopo l'837 e prima dell'839.

## Proprietà matematiche
- È un numero pari.
- È un numero composto con 4 divisori: 1, 2, 419, 838. Poiché la somma dei suoi divisori (escluso il numero stesso) è 422 < 838, è un numero difettivo.
- È un numero semiprimo.
- È un numero palindromo e un numero ondulante nel sistema numerico decimale, nel sistema posizionale a base 19 (262) e anche in quello a base 27 (141).
- È un numero odioso.
- È un numero intero privo di quadrati.
- È un numero congruente.
- È parte della terna pitagorica (838, 175560, 175562).

## Astronomia
- 838 Seraphina è un asteroide della fascia principale del sistema solare.
- NGC 838 è una galassia lenticolare della costellazione della Balena.
- V838 Monocerotis è una stella variabile situata nella costellazione dell'Unicorno.

## Astronautica
- Cosmos 838 è un satellite artificiale russo.